# 布拉熱涅齊
50°18′16″N 29°18′51″E / 50.30444°N 29.31417°E
布拉熱涅齊（烏克蘭語：Браженець）是烏克蘭北部的村莊，隸屬日托米爾州的日托米爾區。該村始建於1864年，面積0.46平方公里，海拔高度200米，2001年人口54。